# Jonathan Toews
Jonathan Toews (Winnipeg, Manitoba, 29 de abril de 1988)  é um jogador profissional de hóquei no gelo canadense que atua na posição de central pelo Chicago Blackhawks, da NHL.

## Carreira
Jonathan Toews foi draftado pelo Chicago Blackhawks, na 3º escolha em 2006.

## Títulos

### Chicago Blackhawks
- Stanley Cup: 2010, 2013 e 2015